# Accles-Turrell Autocars

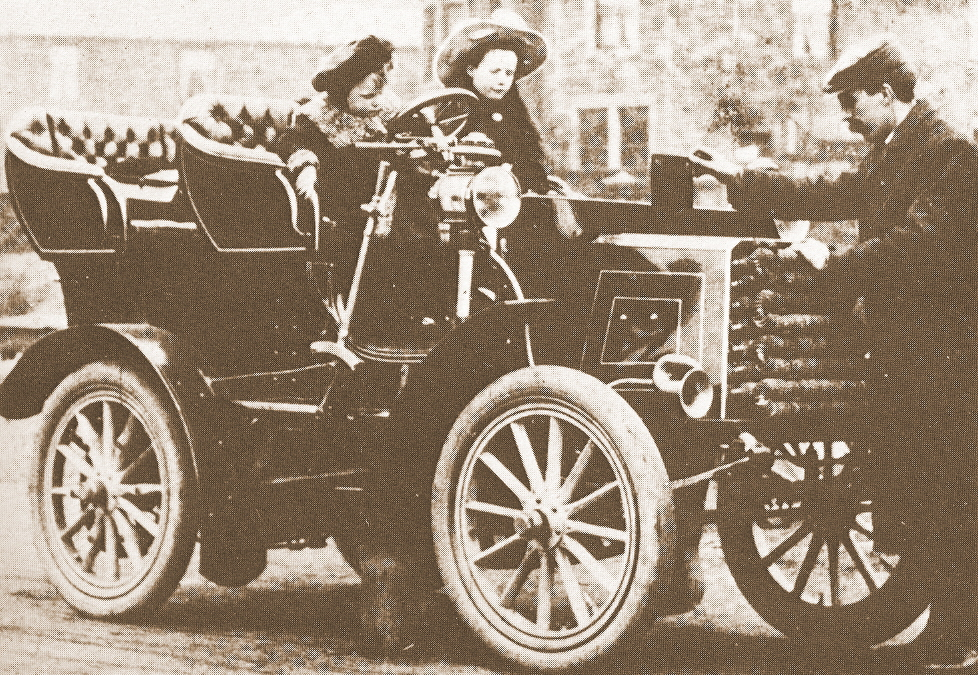
Accles-Turrell 10/15 HP (1901)

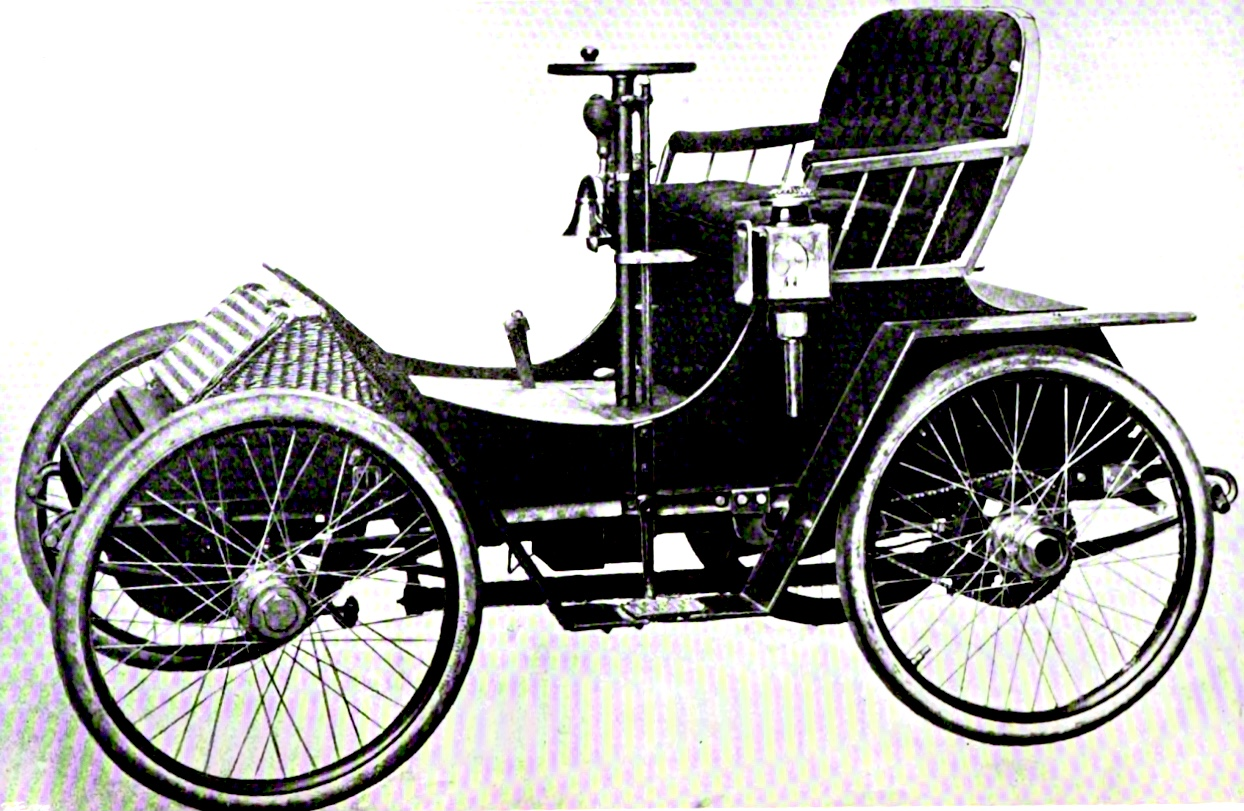
Accles-Turrell 3,5 HP

Accles-Turrell Autocars war ein britischer Automobilhersteller.

## Unternehmensgeschichte
Charles McRobie Turrell trat 1899 in das bestehende Unternehmen Accles Limited ein und konstruierte Automobile. Für diesen Produktionszweig wurde das separate Unternehmen Accles-Turrell Autocars Ltd in Perry Bar in Birmingham gegründet. 1901 lebte Turrell in Ashton-under-Lyne. Er entwarf ein moderneres Modell. Dieses Modell entstand in Zusammenarbeit mit Pollock Engineering Company zwischen 1901 und 1902 und wurde als Turrell vermarktet. Eine Quelle gibt an, dass Pollock Engineering den Entwurf übernahm, während eine andere Quelle von einer Fusion zwischen Accles-Turrell und Pollock Engineering berichtet. Die Fertigung bei Accles-Turrell endete 1902. Die Autocar Construction Company aus Manchester setzte die Fertigung bis 1903 fort. Sie verwendete den Markennamen Hermes.

## Fahrzeuge
Erstes Modell war der 3 ½ HP. Der Hubraum betrug 678 cm³ mit 95,25 mm Bohrung und 95,25 mm Hub. Ein Einzylindermotor war unter den Sitzen montiert und trieb über einen Riemen die Hinterachse an. Das Getriebe hatte drei Gänge. Die Höchstgeschwindigkeit war im dritten Gang mit 32 km/h angegeben. Im zweiten Gang waren 16 km/h möglich und im ersten Gang 5,5 km/h. Die offene Karosserie bot Platz für zwei Personen.
Der 10/15 HP erschien 1901. Ein Zweizylindermotor war unter den vorderen Sitzen montiert. Die Tonneaukarosserie bot Platz für vier Personen.

## Motoren
Accles-Turrell bot anderen Automobilherstellern den Motor aus dem ersten Modell an. Ebenso war ein Motor mit 1,75 PS Leistung im Angebot, der für Tricycles und Quadricycles geeignet war. Abnehmer dieser Motoren war u. a. Regent aus Birmingham.